# Kinh độ Mặt Trời

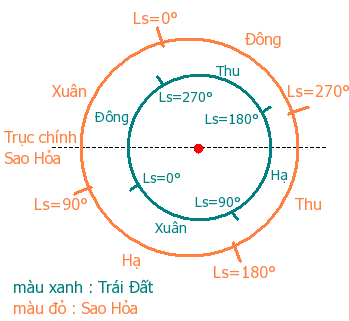
Kinh độ Mặt Trời trong năm theo quỹ đạo của Sao Hỏa và Trái Đất

Kinh độ Mặt Trời là một góc chỉ vị trí hành tinh trên quỹ đạo quanh Mặt Trời. Nó thường được ký hiệu là Ls. Nó bằng góc giữa đường nối Mặt Trời với hành tinh và phương xuân phân trên mặt phẳng quỹ đạo.

## Trên Trái Đất
Kinh độ Mặt Trời của Trái Đất cũng bằng xích kinh độ của Mặt Trời trong hệ tọa độ xích đạo.

## Ứng dụng

Lượng hơi nước trong khí quyển Sao Hỏa biến đổi tuần hoàn theo kinh độ Mặt Trời.

Kinh độ Mặt Trời thường được dùng để chỉ thời điểm trong năm và mùa trên hành tinh: 
- mùa xuân bắc bán cầu/mùa thu nam bán cầu bắt đầu từ Ls=0° (xuân phân)
- mùa hạ bắc bán cầu/mùa đông nam bán cầu bắt đầu từ Ls=90° (hạ chí)
- mùa thu bắc bán cầu/mùa xuân nam bán cầu bắt đầu từ Ls=180° (thu phân)
- mùa đông bắc bán cầu/mùa hạ nam bán cầu bắt đầu từ Ls=270° (đông chí)

Nó đặc biệt được dùng khi nói về các quan sát có chu kỳ lặp lại theo năm trên Sao Hỏa, Sao Kim, và các hành tinh khác. Trên Trái Đất, kinh độ Mặt Trời hay được dùng khi quan sát các trận mưa sao băng, vì đây là hiện tượng lặp lại khi Trái Đất ở vào những vị trí nhất định trên quỹ đạo.
Đối với trường hợp Trái Đất, kinh độ Mặt Trời đã được sử dụng trong lịch Trung Quốc để xác định 24 tiết khí từ thời Hán Vũ Đế.
Ghi chú:
1. Trong phần "tiếng Hoa", chữ Hán được sử dụng là loại phồn thể, chữ trong ngoặc là giản thể tương ứng.
2. Trong phần "tiếng Triều", chữ trong ngoặc là phiên bản chữ Hán (Hanja)
3. Ý nghĩa của các tiết về cơ bản là giống nhau trong các nước, tuy nhiên có một vài điểm khác nhau rõ rệt.
4. Ngày bắt đầu của tiết khí có thể dao động trong phạm vi ±1 ngày.

Trong khoảng thời gian giữa các tiết khí như Đại tuyết, Tiểu tuyết trên thực tế ở miền bắc Việt Nam không có tuyết rơi. (Trừ một số đỉnh núi cao như Fansipan, Mẫu Sơn có thể có, tuy vậy tần số xuất hiện rất thấp và lại rơi vào khoảng thời gian của Tiểu hàn-Đại hàn).